# Lorenzo Storioni

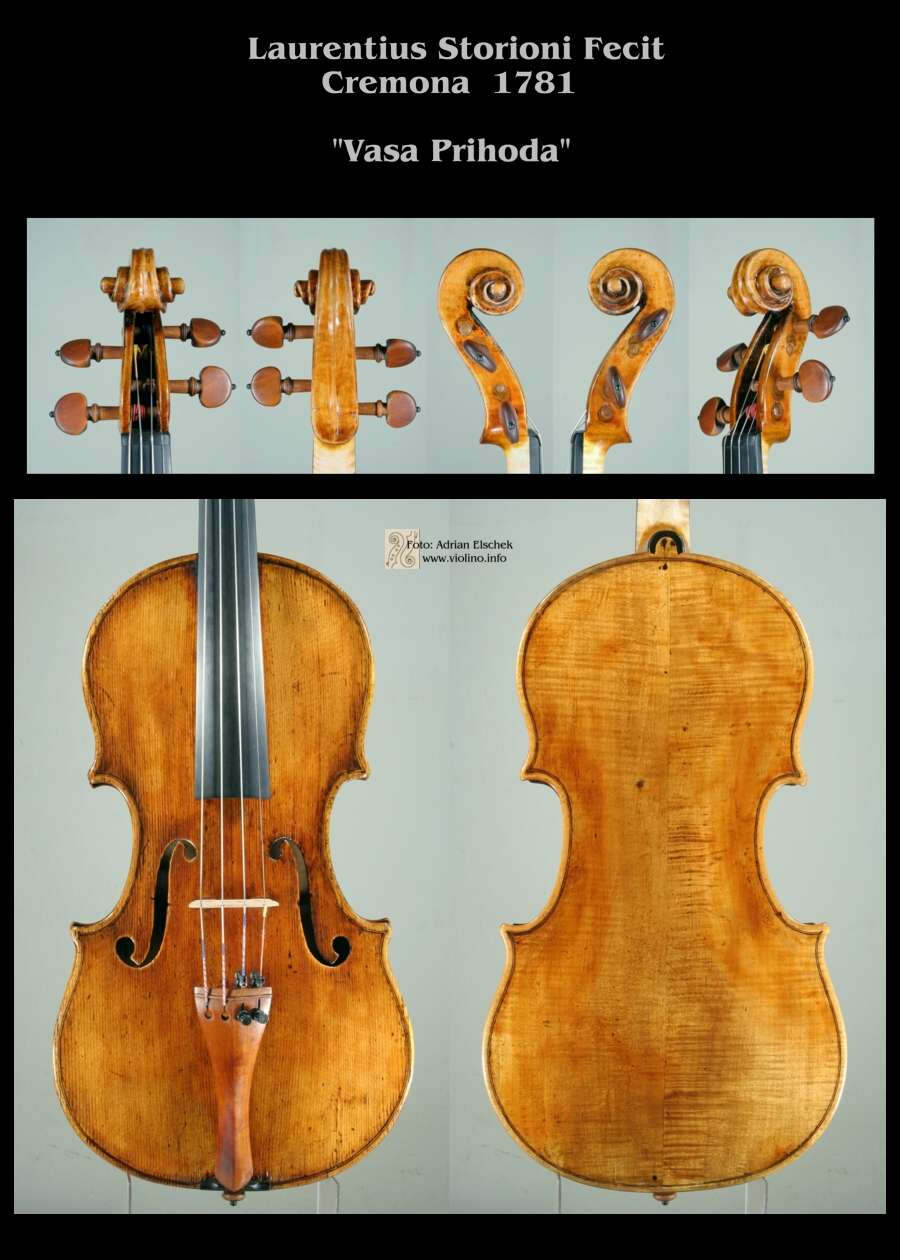
El violí de Váša Příhoda, fet per Lorenzo Storioni

Lorenzo Storioni (1744 - 1816) fou un luthier italià, considerat un dels últims mestres dels violins Cremonese del segle xviii.

## Biografia
Nascut d'una generació després de Stradivarius i Guarnerius, sense vincle directe amb la gran tradició, la fabricació de violins a Cremona va revifar gràcies a la figura de Lorenzo Storioni i els seus dos seguidors, Giovanni Rota i Giovanni Battista Ceruti.
Va rebre influència d'anteriors mestres luthiers com Giovanni Battista Guadagnini i Tommaso Baliestri, i entre 1775 i 1795 va fabricar una enorme quantitat d'instruments de corda d'una alta qualitat. Una de les seves aportacions més destacades a la construcció de violins fou el canvi en la posició de la nota F, així com fer servir fustes inusuals com l'auró silvestre local.